# James Bloor
James Bloor (* 2. Mai 1998) ist ein britischer Schauspieler.

## Leben
Bloor absolvierte die University of Cambridge im Jahr 2014. Bereits 2013 debütierte er als Schauspieler im Kurzfilm Hansel and Gretel. 2015 war er in zwei Episoden der Fernsehserie Inspector Banks und in dem Spielfilm The Total Princess zu sehen. 2016 folgten Besetzungen im Spielfilm La corrispondenza, im Kurzfilm Self Help und einer Episode der Fernsehserie Suspects. 2017 konnte er in Nebenrollen in einer ganzen Reihe von Spielfilmen wie Dunkirk oder Film Stars Don’t Die in Liverpool mitwirken. 2018 übernahm er eine der Hauptrollen in The King’s Ring – Die letzte Schlacht und war außerdem in den Filmen Wolfsnächte und Benjamin zu sehen. 2020 wirkte er in der Rolle des Charles Duquet in insgesamt acht Episoden der Fernsehserie Barkskins – Aus hartem Holz mit.

## Filmografie
- 2013: Hansel and Gretel (Kurzfilm)
- 2015: Inspector Banks (DCI Banks) (Fernsehserie, 2 Episoden)
- 2015: The Total Princess
- 2016: La corrispondenza
- 2016: Suspects (Fernsehserie, Episode 5x02)
- 2016: Self Help (Kurzfilm)
- 2017: Go North
- 2017: Carnage: Swallowing the Past
- 2017: Dunkirk
- 2017: Leatherface – The Source of Evil
- 2017: Film Stars Don’t Die in Liverpool
- 2017: Welcome to Cobalt Life (Kurzfilm)
- 2018: The King’s Ring – Die letzte Schlacht (Nameja gredzens)
- 2018: Wolfsnächte (Hold the Dark)
- 2018: Benjamin
- 2019: The Coldest Game
- 2019: Less Than Zero (Fernsehfilm)
- 2020: Barkskins – Aus hartem Holz (Barkskins) (Fernsehserie, 8 Episoden)
- 2021: Shoplifters of the World